# Corneliu Baba

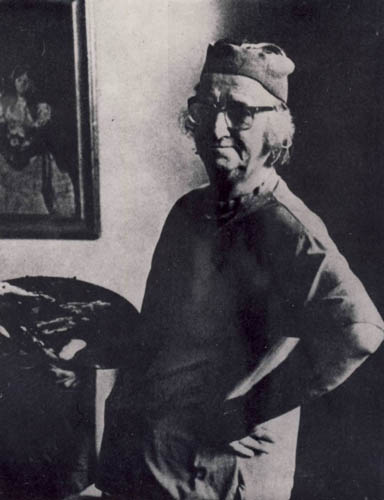
Corneliu Baba

Corneliu Baba (* 18. November 1906 in Craiova; † 28. Dezember 1997 in Bukarest) war ein rumänischer Maler und zählt zu den bedeutendsten Porträtisten seines Landes.

## Leben
Als Corneliu Baba sieben Jahre alt war, stellte ihm sein Vater Gheorghe, der Kirchenmaler war, in seinem Atelier eine eigene Staffelei auf. Er unterrichtete seinen Sohn nach den damaligen strengen Akademievorgaben in der Porträtmalerei. Corneliu Baba interessierte sich außer für Kunst leidenschaftlich für Musik und Literatur, er machte 1926 sein Abitur und bewarb sich für eine Aufnahme an der Akademie der Schönen Künste in Bukarest, wo er zunächst aber durchfiel. Seine erste Ausstellung hatte er zusammen mit seinem Vater. 1934 wurde er Schüler von Nicolae Tonitza an der Universität von Iași. Zwei Jahre später heiratete er eine Klassenkameradin. Im Jahr 1938 wurde er beauftragt, den Innenraum der Hasas-Kapelle zu gestalten. Interessant ist, dass das von ihm gemalte Jesusbildnis am Eingangstor ihm sehr ähnelt. Dies lässt sich an einem von Baba gemalten Selbstporträt aus dem Jahr 1922 erkennen. Während seiner Zeit in Oradea schloss er Bekanntschaft mit den Malern Alfred Macalik, Erno Tibor und Moritz Barat. 1939 wurde er Assistent am Lehrstuhl für Malerei der Schönen Künste in Iași, 1946 Professor der Malerei. Zwei Jahre später wurde er kurzzeitig verhaftet und 1949 ohne Angabe von Gründen vom Unterricht suspendiert. Er zog nach Bukarest, malte intensiv und heiratete ein zweites Mal. 1954 erhielt er den „Staatspreis für Kunst“, ein Jahr später die Goldmedaille auf der Internationalen Ausstellung in Warschau. 1956 nahm er an der Biennale von Venedig teil (unter anderem mit dem 1948 entstandenen Bild „Schachspieler“) sowie an weiteren Ausstellungen in Moskau, Leningrad und Prag. Zwei Jahre darauf wurde er zum Professor für Malerei am Institut der Schönen Künste „Nicolae Grigorescu“ in Bukarest ernannt. Im Laufe der nächsten Jahre unternahm er Reisen ins Ausland, beteiligte sich an zahlreichen Ausstellungen (unter anderem in Kairo, London, Neu-Delhi und Peking) und erhielt weitere Auszeichnungen, so zum Beispiel 1962 den Titel „Künstler des Volkes“. Seine erste eigene Ausstellung im Ausland fand 1964 in Brüssel statt, die ersten eigenen Retrospektiven 1978 in Bukarest, Moskau und Wien. 1988 stürzte er auf den Stufen seines Ateliers, wodurch seine Beweglichkeit eingeschränkt wurde. Er starb 91-jährig und wurde 1997 auf dem Bukarester Friedhof „Bellu“ bestattet. Posthum wurde ihm von der Kulturstiftung Rumäniens der „Prix d’excellence“ verliehen.

## Kunst

### Porträts
Babas Schwerpunkt war die Porträtmalerei; er malte Porträts von 1922 bis 1992 und brachte es mit vielen gestalterischen Aspekten zu einer großen Meisterschaft in dieser Gattung. Er wurde im Laufe der Zeit zu einem der gefragtesten Porträtisten Rumäniens; viele Kulturschaffende ließen sich von ihm porträtieren, unter anderem der Komponist George Enescu, der Schriftsteller Tudor Arghezi und die Sängerin Maria Tănase. Nachhaltig faszinierten ihn die Ausdrucksmöglichkeiten und das Innenleben des menschlichen Gesichts. Waren seine Bilder zunächst traditionsverhaftet stark am Modell ausgerichtet, versuchte er später, stärker die moralische Haltung und inneren Wesenszüge eines Menschen darzustellen. „Babas Melancholie äußert sich in seinen Menschenbildern oft durch den Ausdruck von Schwermut, nicht als Trübsinn, Herzweh oder Weltschmerz, sondern als Tiefsinn und aufs höchste gesteigerter Ernst.“

### Harlekine und Verrückter König
In seinen zahlreichen Harlekin-Bildern konnte Baba farblich und mit kompositorischen Varianten experimentieren. Sie ließen vielfache Motive zu, von Freude bis Traurigkeit sowie von Spiel und Doppeldeutigkeit des Daseins. Sein Zyklus „Der Verrückte König“ zeigt dramatische Porträts; es sind Tragödien vom Verfall des Menschen.

### Gesellschaftsporträts
„Mönche“, „Bauern“, „Das Abendessen“, „Rückkehr von einer Beerdigung“ und „Die Stahlarbeiter“ lauten beispielhaft Titel seiner Gemälde, die zur Bildgattung der Gesellschaftsporträts zählen. Baba ließ sich nicht von den ideologischen Forderungen der damaligen Zeit einbinden, sein bekanntes Bild „Die Kolchosegründung“ (1950), das sich heute im Museum für Geschichte und Kunst in Bukarest befindet, weist eindrücklich und atypisch „keinerlei Nähe zur rein äußerlichen Gestik oder der berufsmäßigen Oberflächlichkeit und den verherrlichenden Posen des Sozialistischen Realismus auf.“ In seiner letzten Schaffensphase schuf er, im Gegensatz zu den vorherigen eher ruhigen Bildern, mit den Zyklen „Pietà“ und „Angst“ Gesellschaftsporträts, die dramatische Züge aufweisen, in denen er Gewalt, Schrecken und Verzweiflung thematisiert.

### Landschaften und Stillleben
Landschaften malte Baba nur in den ersten Schaffensphasen. Seine venezianischen Landschaften sind von architektonischen Elementen geleitet, von der Orientierung der Gebäude im Raum. In dieser Zeit entstanden auch etliche Werke der Gattung Stillleben, wobei in einigen Werken, zum Beispiel „Stillleben mit Schachbrett“, besonders die Symbolik herausragt.

### „Maler des Menschen“
Der rumänische Schriftsteller Tudor Vianu bezeichnete Baba als „Maler des Menschen“. Baba selbst schrieb in seinen Memoiren:

„Die Kunst ist für mich ein geistiger Schöpfungsakt, der den Status der absoluten Subjektivität genießt. Seither sind fünfzig Jahre vergangen, eine Zeitspanne, in der ich mich, so gut ich konnte an allen Moden und Entwicklungen vorbeischlich, stets bemüht, der Kritik zu widersprechen, die mir das Etikett des Unzeitgemäßen angehängt hatte, und dem Mysterium der sieben Farben der Palette treu zu bleiben und ihnen gegenüber keine Häresie zu begeben. […] Trotz der Ereignisse in der Mitte meines Lebens habe ich stets die Malerei vertreten und verteidigt, die mir gefiel und an die ich glaubte, und die, wie ich meine, eine eindeutige Neigung zu einem ewigen, namenlosen Menschlichen zeigt.“

## Werke (Auswahl)
| Jahr | Bildtitel                | Art             | Maße         | Aufenthaltsort                          |
| ---- | ------------------------ | --------------- | ------------ | --------------------------------------- |
| 1944 | Stillleben mit Schnepfen | Öl auf Karton   | 45 × 51,5 cm | Museum Moldova, Iași                    |
| 1948 | Schachspieler            | Öl auf Leinwand | 100 × 93 cm  | Nationales Kunstmuseum Bukarest         |
| 1958 | Wild                     | Öl auf Leinwand | 80 × 60 cm   | Brukenthal-Museum, Sibiu (Hermannstadt) |
| 1958 | Bauern                   | Öl auf Leinwand | 183 × 242 cm | Nationales Kunstmuseum, Bukarest        |
| 1976 | Frauenbildnis            | Öl auf Leinwand | 61 × 57 cm   | Galerie Neue Meister, Dresden           |
| 1980 | Autorenporträt           | Öl auf Leinwand | 110 × 81 cm  | Uffizien, Florenz                       |
| 1981 | Der Verrückte König      | Öl auf Leinwand | 155 × 97 cm  | Nationale Kunstgalerie, Sofia           |

## Ausstellungen (Auswahl)
- 1964: Deutsche Akademie der Künste, Berlin (DDR)
- 1981: Ungarische Nationalgalerie, Budapest
- 1981: Albertinum, Dresden
- 1984: Galerie Junge Kunst, Frankfurt (Oder)
- 1997: Nationales Kunstmuseum von Rumänien, Bukarest
- 1998: Nationales Kunstmuseum, Peking